# Antonio Beffa Negrini
la strada, ond’io mi possa erger da terra

e appo le genti conquistar chiaro grido»
(dalle Rime all'illustre signora Lodovica Data Tiraboschi, 1566)
Antonio Beffa Negrini (Asola, 1532 – Piubega, 7 aprile 1602) è stato uno scrittore, poeta e storico italiano.

## Biografia

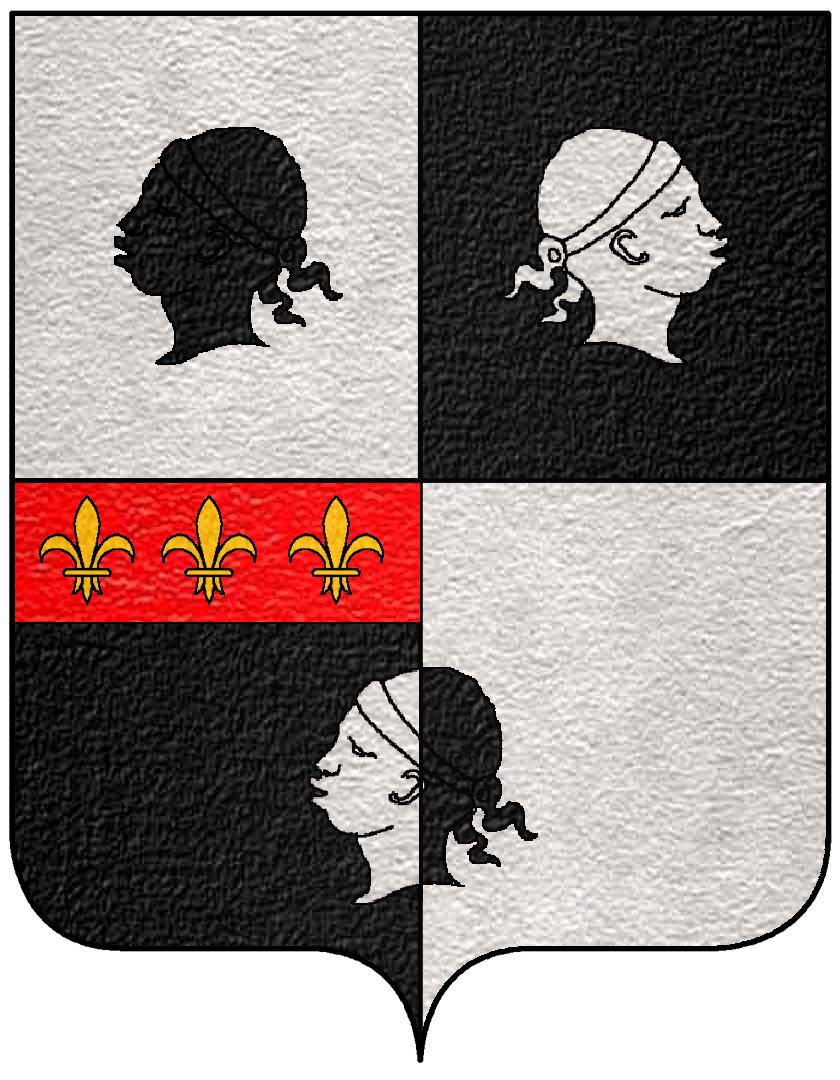
Stemma dei Beffa Negrini

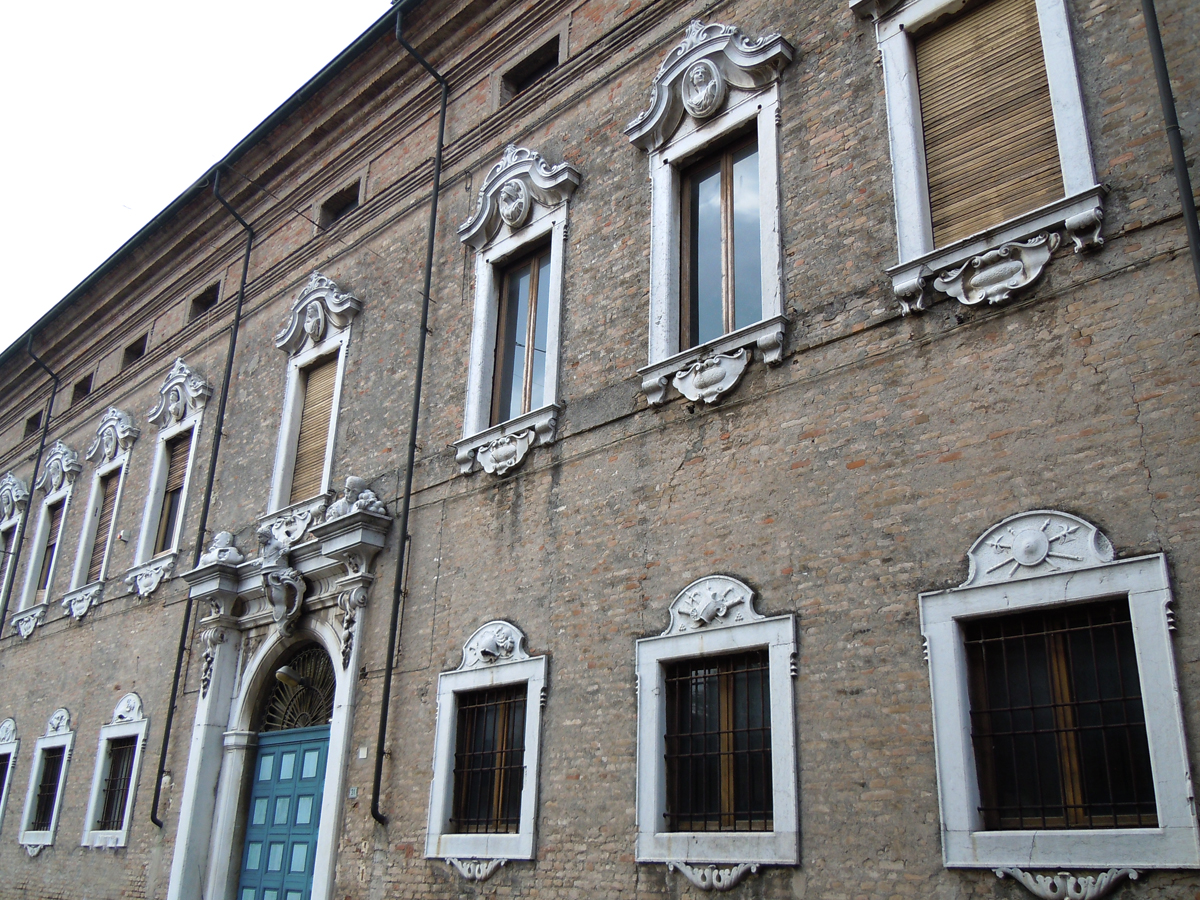
Asola, Palazzo Beffa Negrini

Nato nel 1532 ad Asola o forse a Casaloldo – paese d'origine del padre Battista -, luoghi posti entrambi in provincia di Mantova, ma all'epoca in territorio bresciano e quindi veneto, Antonio discendeva da una famiglia di antica nobiltà.
I Beffa Negrini infatti, originari forse di Asola, ebbero nel medioevo la signoria feudale su Maguzzano di Lonato del Garda per ben 338 anni. Su tale feudo godettero del titolo comitale ab antiquo. La loro arma è così descritta dallo Spreti: Inquartato: d'argento e di nero : il I e il II alla testa di moro, dell'uno nell'altro, le teste addossate; una terza testa attraversante nella partizione fra il III e il IV punto dell'uno all'altro; il terzo al capo di rosso, cucito, carico di tre gigli d'oro ordinati in fascia.
Assecondate con gli studi le sue attitudini da letterato, Antonio Beffa Negrini visse per qualche tempo a Brescia, dove si guadagnò il titolo di notaio causidico. Tornato sulle sponde del “patrio Clisi”, condusse a buon fine alcune vertenze tra Asola e la Serenissima, e soggiornò per qualche periodo a Venezia.
In seguito iniziò a frequentare Mantova e nel 1565 ottenne dal duca Guglielmo Gonzaga la cittadinanza mantovana, che gli consentiva l'esercizio della professione di notaio e che egli considerava, insieme a quella asolana e bresciana, come una triplice onorificenza di cui amava fregiarsi: civis Mantuae, Asulae et Brixiae.
L'anno seguente Beffa Negrini pubblicava a Venezia la sua prima opera, “Rime all'illustre signora Lodovica Data Tiraboschi”, in cui dava voce alla sua aspirazione a conquistare con la poesia gloria e fama.
Nel 1569 il piccolo comune rurale di Piubega, il cui territorio segnava allora il confine tra il ducato di Mantova ed i possedimenti della Serenissima, avendo necessità di rimpiazzare il precedente notaio, chiedeva al duca di Mantova l'autorizzazione ad assumere in quest'incarico “Antonio Beffa da Casaloldo d'Asola”.
Iniziava così il lungo rapporto di Beffa Negrini con Piubega, località in cui trascorse il resto della sua vita, percorrendo le tappe di una dignitosa carriera di funzionario ducale: notaio prima, provicario nel 1588 e infine vicario dal 1589 al 1602. A Piubega egli trovò una sistemazione ideale: il suo incarico non comportava troppe incombenze, e il compenso non era elevato ma bastante al sostentamento della sua famiglia – ebbe tre mogli e alcuni figli -. Tutto ciò gli permetteva di dedicarsi alla sua vocazione letteraria e ai suoi interessi culturali, lasciandogli il tempo di coltivare amicizie con intellettuali e uomini illustri, come il medico piubeghese Giovanni Battista Cavallara, e di intrattenere con essi rapporti epistolari; in tal modo entrò in corrispondenza e scambiò sonetti con Torquato Tasso quando questi era ancora segregato nell'ospedale ferrarese, e successivamente fece parte con Ascanio Mori, l'abate Angelo Grillo e altri, di quel gruppo di poeti e scrittori che accolse e frequentò il Tasso dopo la sua liberazione.
Beffa Negrini morì a Piubega il 7 aprile 1602. Ebbe un fratello, premortogli, di nome Agostino, anch'egli giurista e letterato, sepolto a Casaloldo.

## Opere
A fronte dei pochi volumi dati alle stampe – tra cui è da ricordare “Elogi historici di alcuni personaggi della famiglia Castigliona”, a cui apparteneva anche Baldassarre Castiglione, uscita postuma nel 1606 per i tipi mantovani di Francesco Osanna -, egli riversò il suo talento in numerosi altri manoscritti, anche in prosa, la maggior parte dei quali a carattere storico, sfortunatamente tutti dispersi: Storie di Mantova, Storia della Casa Gonzaga, Vite dei vescovi di Mantova, Storia dei conti Canossa, Elogi dei generali di Casa Gonzaga, Storia della famiglia Grillo di Genova, Saggio storico della famiglia Martinenga, Ristretto delle storie asolane, Elogio del Vescovo Landolfo II, Cronichetta della Piubega, e anche una Storia dei Conti Casalodi.
Per questa cospicua produzione, ora perduta, Beffa Negrini è stato talvolta annoverato tra gli storici, ma di quegli storici essenzialmente motivati da intenti letterari, con scarso discernimento critico, che riservavano più spazio ai miti che ai documenti
. Egli è inoltre citato nella lettera cronologica del letterato mantovano Eugenio Cagnani intorno alle lettere mantovane tra gli autori "di infiniti vaghi componimenti, tanto nella latina come nella toscana favella, di poesie e d'altro".